# Exfoliación (geología)

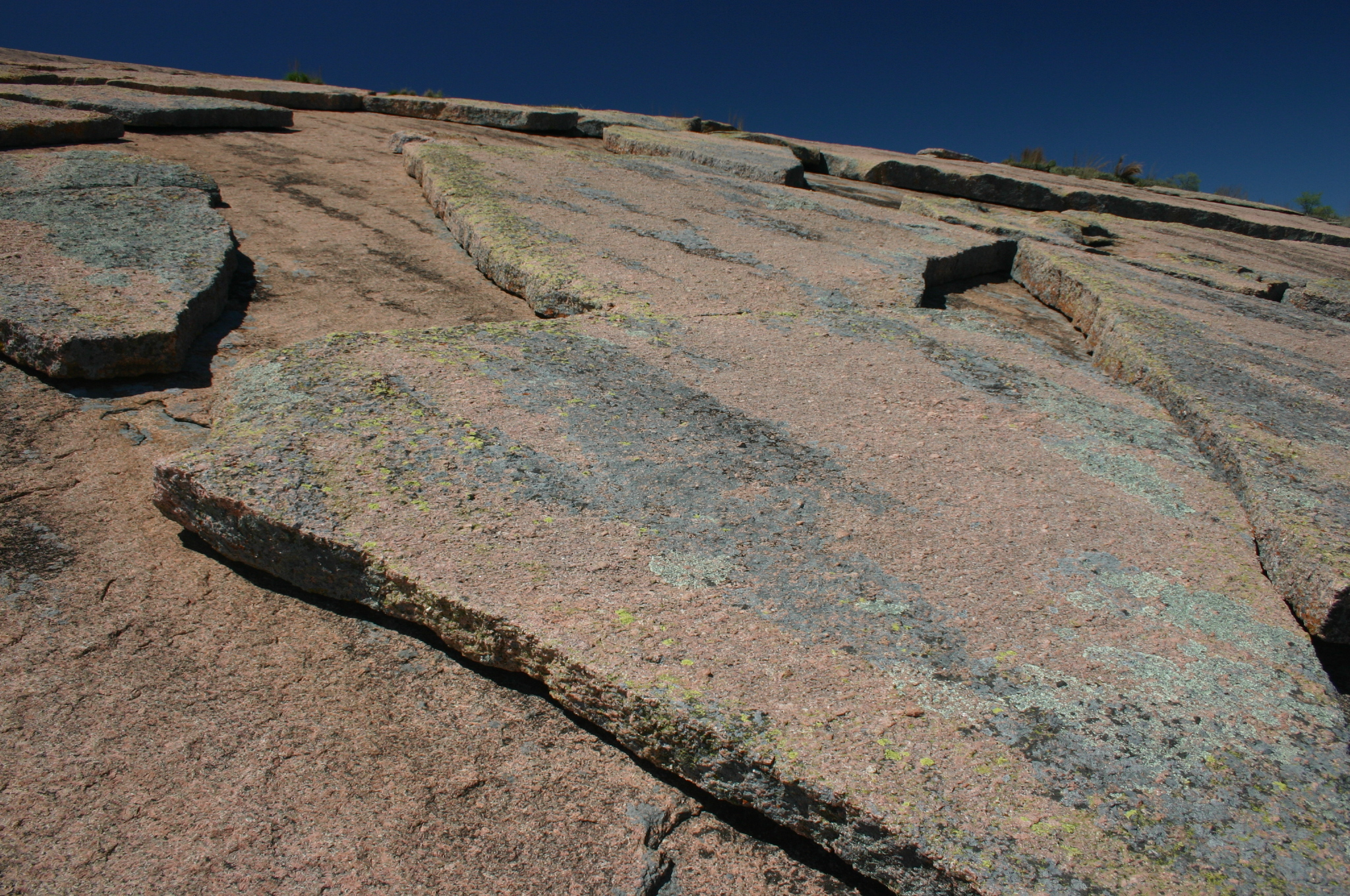
Junta de exfoliación de granito en la reserva natural de Roca Encantada (Texas, EE. UU.). Los bloques separados se han deslizado a lo largo de un plano diaclásico notablemente inclinado

En geología, se habla de exfoliación (o también de juntas o diaclasas de exfoliación) para referirse a los sistemas de fracturas paralelas a la superficie que se generan en las rocas, que a menudo conducen a la formación de losas concéntricas que se van erosionando sucesivamente.

## Características generales de las juntas de exfoliación

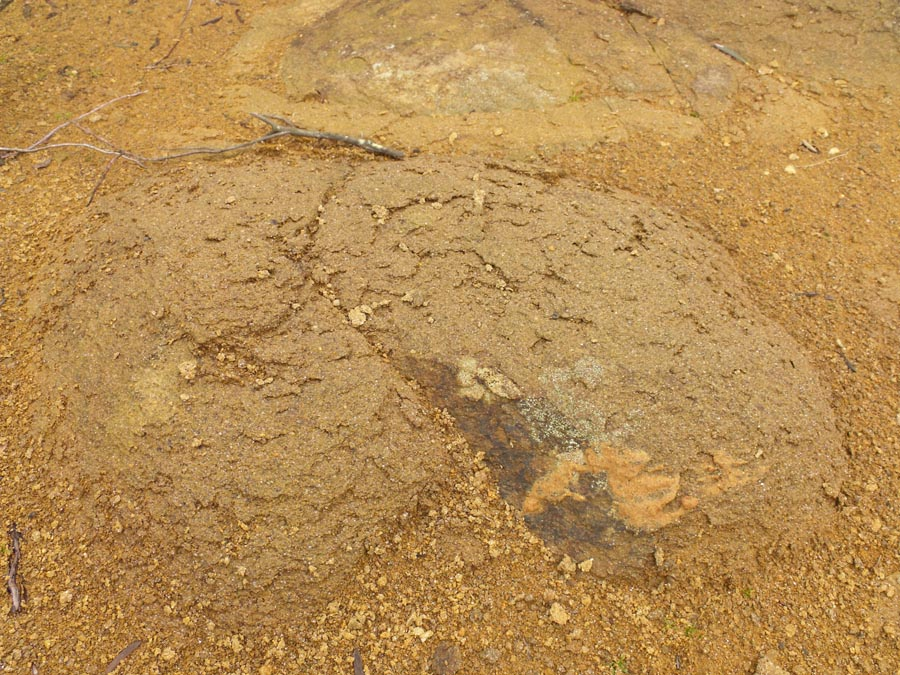
Exfoliación sobre arenisca de Verrucano en la Toscana (Italia)

- Generalmente siguen la topografía del macizo rocoso.[1]
- Dividen las rocas en placas subplanares.[2]
- El espaciado de las diaclasas aumenta con la profundidad desde unos pocos centímetros cerca de la superficie hasta unos pocos metros.[3]
- La profundidad máxima en la que se producen es de unos 100 metros.[4]
- Las juntas más profundas tienen un radio de curvatura más grande, lo que tiende a suavizar las aristas del paisaje a medida que el material se erosiona.[5]
- El modo de fracturación es del tipo de tensión.[6]
- Ocurren en muchas zonas climáticas y litológicas diferentes, no solo en paisajes congelados.[7]
- La roca huésped generalmente experimenta un diaclasado irregular, aunque isotrópicamente distribuido, y tiene una alta resistencia a la compresión.[8]
- Pueden tener curvas ascendentes cóncavas y convexas.[9]
- Suelen asociarse con formas secundarias de compresión como el arco, el alabeo por pandeo y las A-tents (placas entrelazadas).[10]

## Formación de juntas de exfoliación

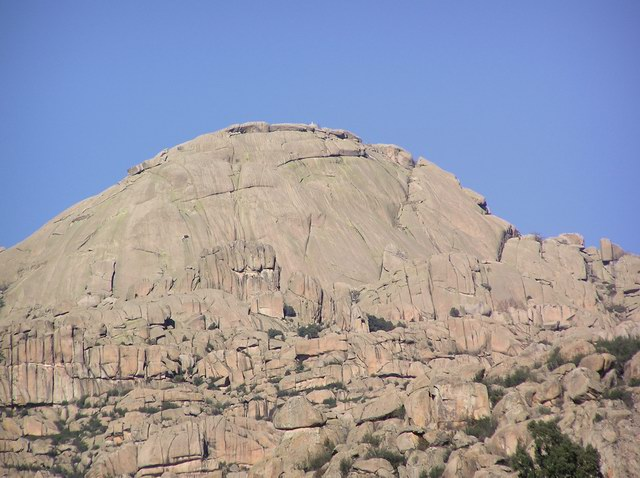
Las losas de exfoliación dan a las cúpulas de granito un aspecto similar al del pico de El Yelmo, España

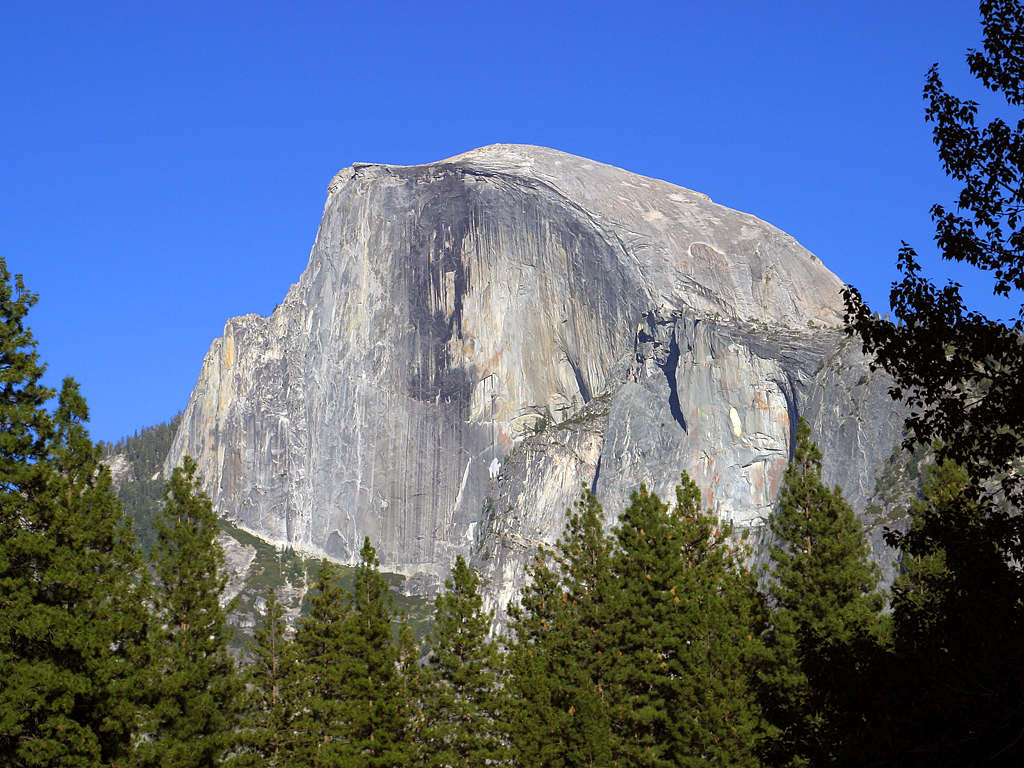
Las diaclasas de exfoliación cambiaron la superficie de las rocas de granito macizo del parque nacional de Yosemite, favoreciendo la formación de muchos domos espectaculares, incluido el Half Dome que se muestra aquí

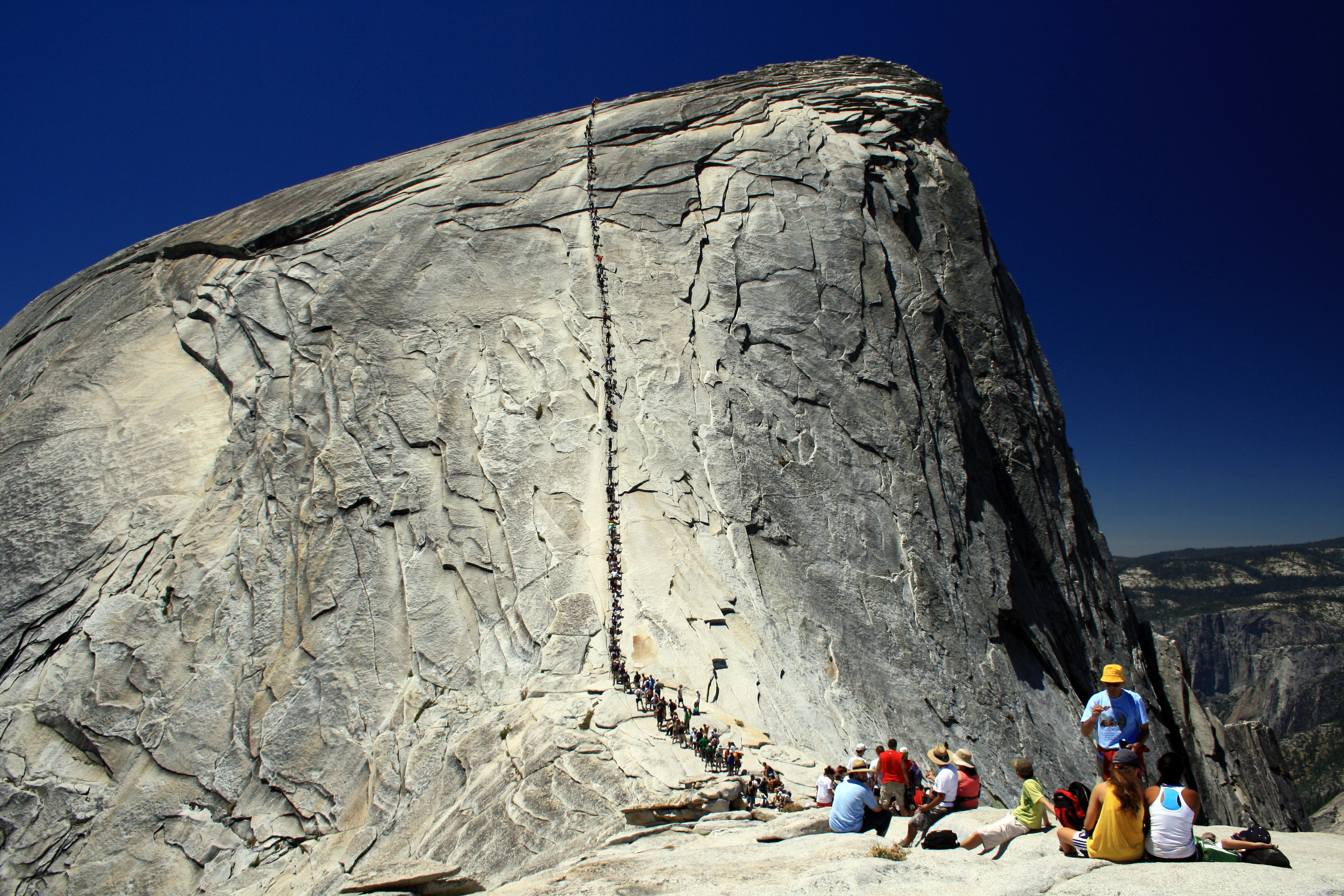
Una diaclasa de exfoliación en el Half Dome

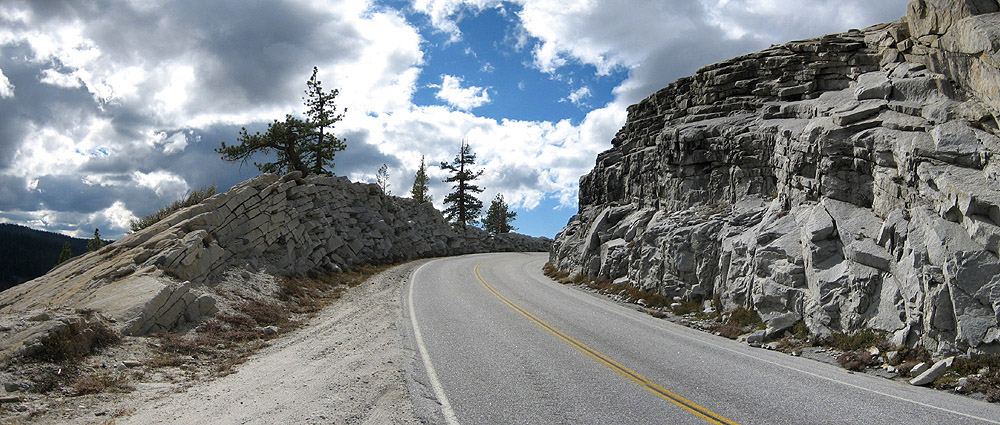
Juntas de exfoliación expuestas en el desmonte de una carretera en el parque nacional de Yosemite, California

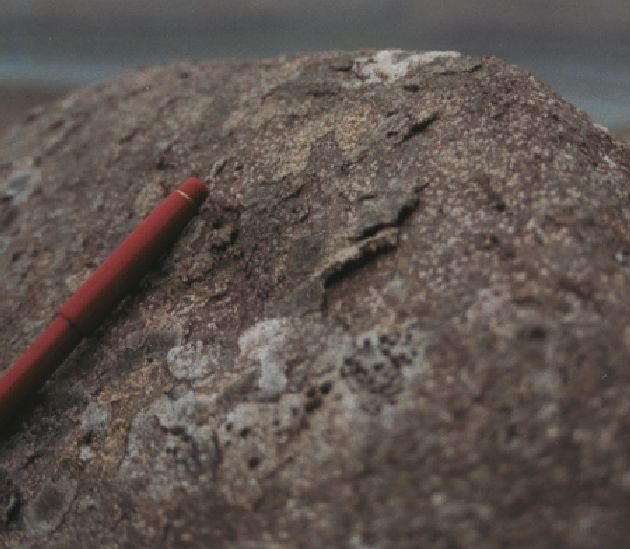
Descamación de una superficie de roca basáltica, cumbre de Slaettaratindur, islas Feroe

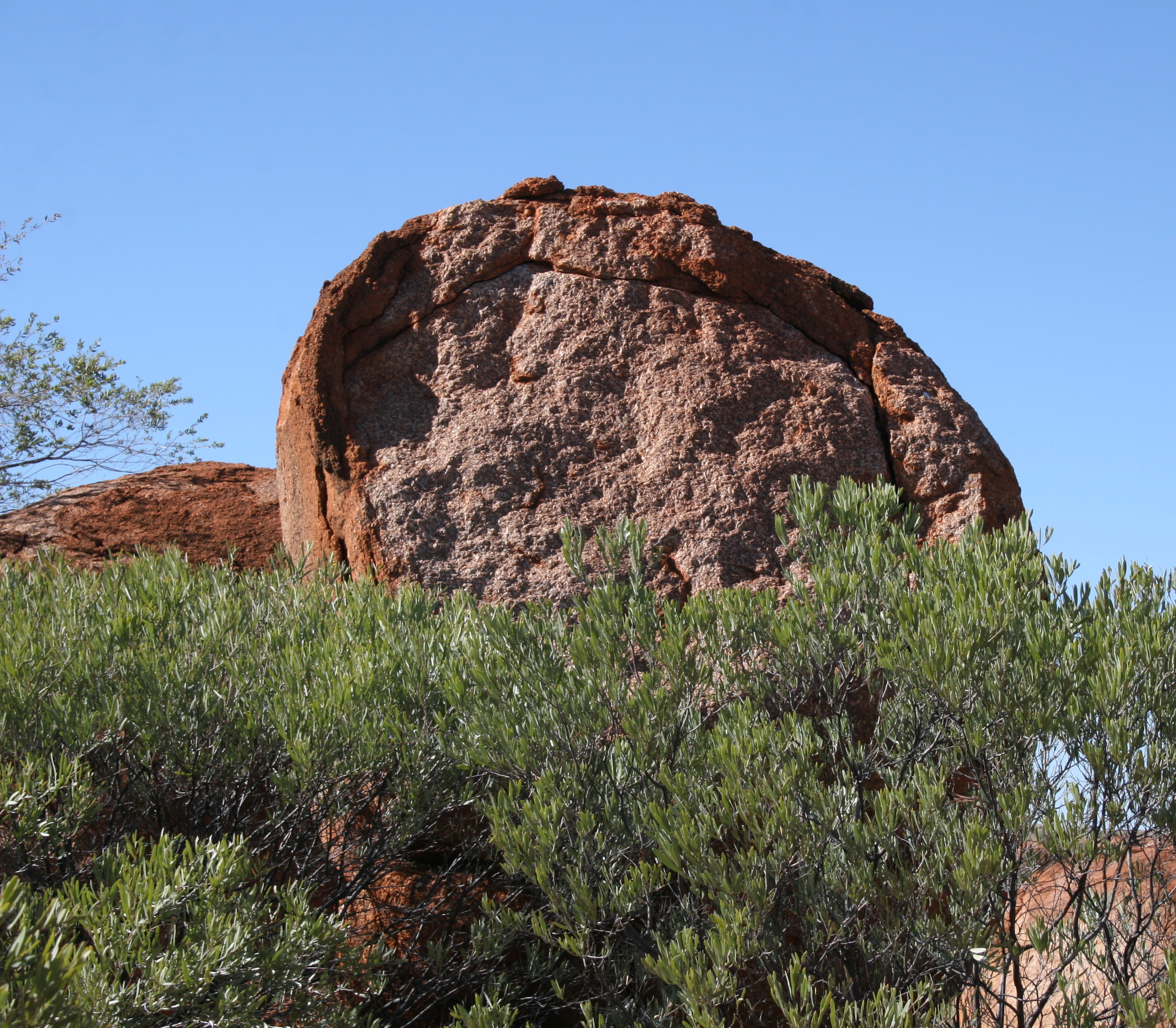
La exfoliación da a algunas bolas de granito les da la apariencia de una cebolla pelada

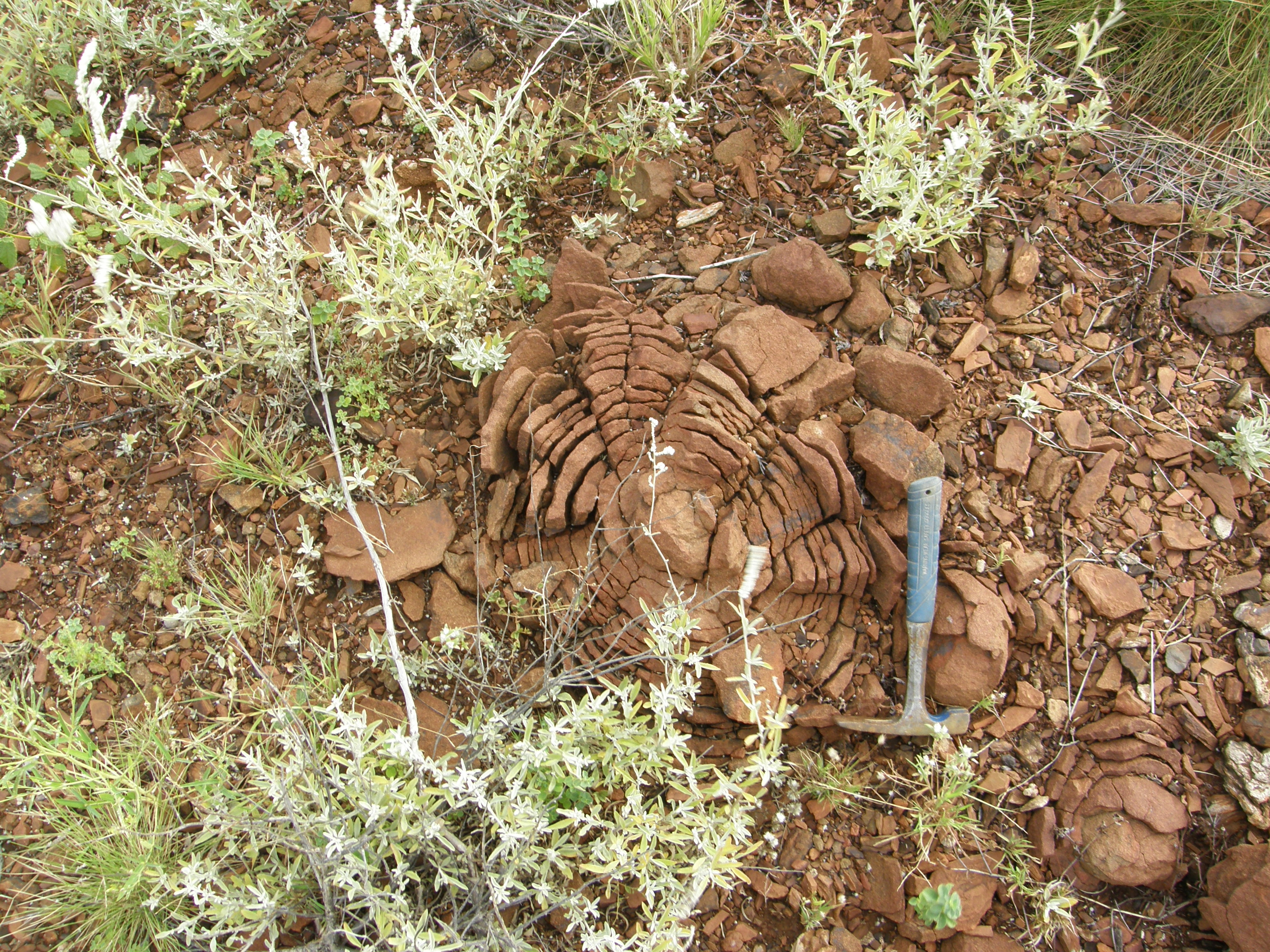
Fisuras concéntricas en una formación de diabasa, Pilbara, Australia Occidental

A pesar de su presencia en paisajes muy diferentes, los geólogos aún no han llegado a un acuerdo sobre una teoría general común con respecto a la formación de las juntas de exfoliación. Se han propuesto muchas teorías diferentes; a continuación se muestra una breve descripción de las más comunes.

### Eliminación del efecto de lasobrecarga
Esta teoría fue propuesta por primera vez por el pionero de la geomorfología Grove Karl Gilbert en 1904, y está ampliamente difundida en textos de introducción a la geología. La base de esta teoría es que la erosión de la sobrecarga y la exhumación de la roca enterrada profundamente hacia la superficie del suelo permite que la roca previamente comprimida se expanda radialmente, creando tensiones de tracción y fracturando la roca en capas paralelas a la superficie del suelo. La descripción de este mecanismo ha llevado a cierta indecisión en la definición de las juntas de exfoliación, incluidas las uniones de liberación de presión o descompresión. Si bien la lógica de esta teoría es fascinante, hay muchas inconsistencias con las observaciones de campo y laboratorio que revelan su probable incompletitud, como:
- Las juntas de exfoliación se pueden encontrar en rocas que nunca han sido enterradas profundamente.
- Los estudios de laboratorio muestran que simplemente comprimir y 'descomprimir' muestras de rocas en condiciones realistas no provoca fracturas.
- Las juntas de exfoliación se encuentran más comúnmente en regiones de tensiones de compresión paralelas a la superficie, cuando esta teoría requiere que ocurran en zonas de extensión.

Una posible extensión de esta teoría para combinarla con la teoría de la "tensión de compresión" (descrita a continuación) es la siguiente: la exhumación de rocas profundamente enterradas mitiga la tensión vertical, pero las tensiones horizontales pueden persistir en un macizo rocoso adecuado en el que el medio está confinado lateralmente. Las tensiones horizontales se alinean con la superficie real del suelo a medida que el empuje vertical cae a cero en este 'límite'. Por lo tanto, los esfuerzos de compresión paralelos a la superficie pueden generarse a través de la exhumación, lo que puede conducir a la rotura de la roca sometida a este proceso, como se describe a continuación.

### Tensión termoelástica
La roca se expande bajo la acción del calor y se contrae con el enfriamiento y sus diversos minerales constituyentes tienen tasas variables de dilatación/contracción térmica. Las variaciones diarias de temperatura en la superficie de la roca pueden ser bastante amplias, y muchos geólogos han sugerido que las tensiones creadas durante el calentamiento obligan a la superficie de la roca a expandirse, desprendiéndose en finas losas. Se ha observado que las grandes fluctuaciones de temperatura diurna o aquellas causadas por incendios dan como resultado una fina laminación y descamación en las superficies rocosas; este proceso también se define con el término de exfoliación. Sin embargo, dado que las fluctuaciones en las temperaturas diurnas solo alcanzan unos pocos centímetros dentro de la roca (debido a su pobre conductividad térmica), esta teoría no logra explicar la profundidad observada en las juntas de exfoliación, que a veces alcanza los 100 metros.

### Erosión química
El mineral erosionado debido a la infiltración de agua puede provocar el desprendimiento de una fina película de roca en la superficie a medida que el volumen de algunos minerales aumenta con el proceso de hidratación.

### Esfuerzos de compresión y fracturas por extensión
Grandes solicitaciones de compresión paralelas a la superficie (libre) del suelo pueden crear fracturas de tipo tensional en la roca, donde la dirección de propagación de la fractura es paralela al mayor esfuerzo de compresión principal y la dirección de la apertura de la fractura es perpendicular a la superficie libre. Este tipo de fractura ha sido observado en el laboratorio por lo menos desde 1900 (tanto en cargas de compresión ilimitadas uniaxiales como biaxiales). Las fracturas por tensión pueden formarse en un campo de esfuerzos de compresión debido a la influencia de microfracturas que invaden la masa rocosa y a la extensión de las llamadas "grietas de ala" cerca de las puntas de las microfisuras orientadas preferentemente, que luego se curvan y se alinean con la dirección del esfuerzo de compresión principal. Las fracturas formadas de esta manera a veces se denominan fisuras axiales, longitudinales o grietas extensas, y normalmente se observan en el laboratorio durante las pruebas de compresión uniaxial. Altos esfuerzos de compresión superficiales horizontales o paralelos pueden ser el resultado de procesos tectónicos regionales o topográficos, o de la erosión o la excavación de la "capa somera" (por desaparición de la sobrecarga).
Teniendo en cuenta la evidencia en el campo y las observaciones de este tipo de fenómenos, el modo de fractura y las formas secundarias, los altos esfuerzos de compresión paralelos a la superficie y la fracturación por extensión (escisión axial), esta parece ser la teoría más plausible que puede explicar la exfoliación de los macizos rocosos.

## Importancia para la ingeniería geotécnica
Reconocer la presencia de juntas de exfoliación puede tener importantes repercusiones en ingeniería geotécnica. Cabe destacar su influencia en la estabilidad de los taludes. Las juntas de exfoliación que siguen la topografía de las escarpadas paredes de un valle, las laderas montañosas de roca madre y los acantilados pueden formar bloques de roca que están particularmente sujetos a problemas de deslizamiento. Especialmente cuando la base de la pendiente es cortada (natural o artificialmente por el hombre), el deslizamiento en los planos diaclásicos de exfoliación se vuelve probable, si la inclinación de la junta excede su ángulo de fricción. Las obras de cimentación también pueden verse afectadas, por ejemplo en el caso de las presas. Las juntas de exfoliación subyacentes a los cimientos de una represa pueden representar un peligro significativo de inestabilidad, mientras que el aumento de la presión del agua sobre la junta puede hacer que la presa se levante o se "deslice". Además de esto, las juntas de exfoliación pueden ejercer un fuerte efecto direccional sobre el flujo de las aguas subterráneas y sobre el potencial transporte de sustancias contaminantes.